# بلانش من أنجو
بلانكا من أنجو (1280 – 14 أكتوبر 1310) هي ملكة أراغون وصقلية وسردينيا وكورسيكا القرينة بزواجها من خايمي الأول، وكذلك هي من سليل عائلة أنجو الكابيتيون إذ هي ابنة كارلو الثاني ملك نابولي وماريا المجرية، بحيث تعرف أحيانا بـ بلانكا من نابولي، وأيضا هي شقيقة روبيرتو ملك نابولي وفيليب من ترانتو، حامل اللقب إمبراطور القسطنطينية وكارلو مارتلو، حامل اللقب ملك المجر وأخت إليانور ملكة صقلية وماريا ملكة مايوركا، وأيضا هي والدة ألفونسو الرابع ملك أراغون وإيزابيلا، ملكة ألمانيا.